# Clavellomimus macruri
Clavellomimus macruri är en kräftdjursart som först beskrevs av Hansen 1923.  Clavellomimus macruri ingår i släktet Clavellomimus och familjen Lernaeopodidae. Inga underarter finns listade i Catalogue of Life.